# 一色翔太
一色 翔太（いっしき しょうた、1987年8月9日 - ）は、茨城県出身の元男子バスケットボール選手である。ポジションはガード。背番号20。177cm、74kg。地域リーグの東京海上日動ビッグブルーに所属していた。

## 来歴
市立柏高校から日本大学に進学。
卒業後は千葉エクスドリームスを経て、2011年に千葉ジェッツから育成ドラフト10位で指名を受け入団。
プレースタイルはディフェンス・オフェンスともにバランスのいいプレーをする。
自身の公式ブログで取り上げてから、彼がシュートを決めた際に座席からジャンプして応援するファンが多い。
ホームゲームでは彼がシュートを決めるとMCが名前をもじり「it's a show time!!（翔太イム）」と絶叫する。
2014-2015シーズン途中から、つくばロボッツへレンタル移籍。レンタル移籍期間中の背番号は16。
2014-2015シーズン終了をもって、つくばロボッツへ移籍。つくばロボッツでの背番号は1。 2016年開幕のB.LEAGUEの2部にロボッツの参入が決まると、唯一の地元出身選手として残留することとなった。
2018年シーズンからB3リーグ（当時）の東京海上日動ビッグブルーに移籍。同チームではアマチュア契約を結び、チームの母体である東京海上日動の専業代理店である、エキスパート株式会社にサラリーマンとして入社し、東京海上日動に研修出向制度を利用し、同社の社員として勤務している。
2019年12月07日、公式ブログにて引退を表明した。

## 経歴
- 市立柏高校 - 日本大学 - 千葉エクスドリームス - 千葉ジェッツ　(2011-2015)　-　つくばロボッツ/サイバーダイン茨城ロボッツ (2015-2018) - 東京海上日動ビッグブルー (2018-2020)